# پیسک
پیسِک (به چکی: Písek) شهری در منطقه بوهمیای جنوبی کشور جمهوری چک است که جمعیت آن در سال ۲۰۰۷ میلادی ۲۹٫۹۰۹ نفر بوده‌است.